# Xanthoconalia
Xanthoconalia is een geslacht van kevers uit de familie spartelkevers (Mordellidae).
Het geslacht is voor het eerst wetenschappelijk beschreven in 1942 door Franciscolo.

## Soorten
Het geslacht omvat de volgende soorten:
- Xanthoconalia patrizii Franciscolo, 1942
- Xanthoconalia timossii Franciscolo, 1942